# جون نوتن
جون نوتن (من مواليد 18 يوليو 1946 في أيرلندا) أكاديمي وصحفي ومؤلف أيرلندي. هو زميل باحث أول في مركز البحث في الآداب والعلوم الاجتماعية والإنسانية  في جامعة كامبريدج، مدير برنامج الزمالة الصحفية في كلية ولفسون، كامبريدج،  أستاذ فخري في الفهم العام للتكنولوجيا في الجامعة البريطانية المفتوحة  أستاذ مساعد في يونيفيرسيتي كوليدج ، كورك  وكاتب عمود التكنولوجيا في صحيفة لندن أوبزرفر.

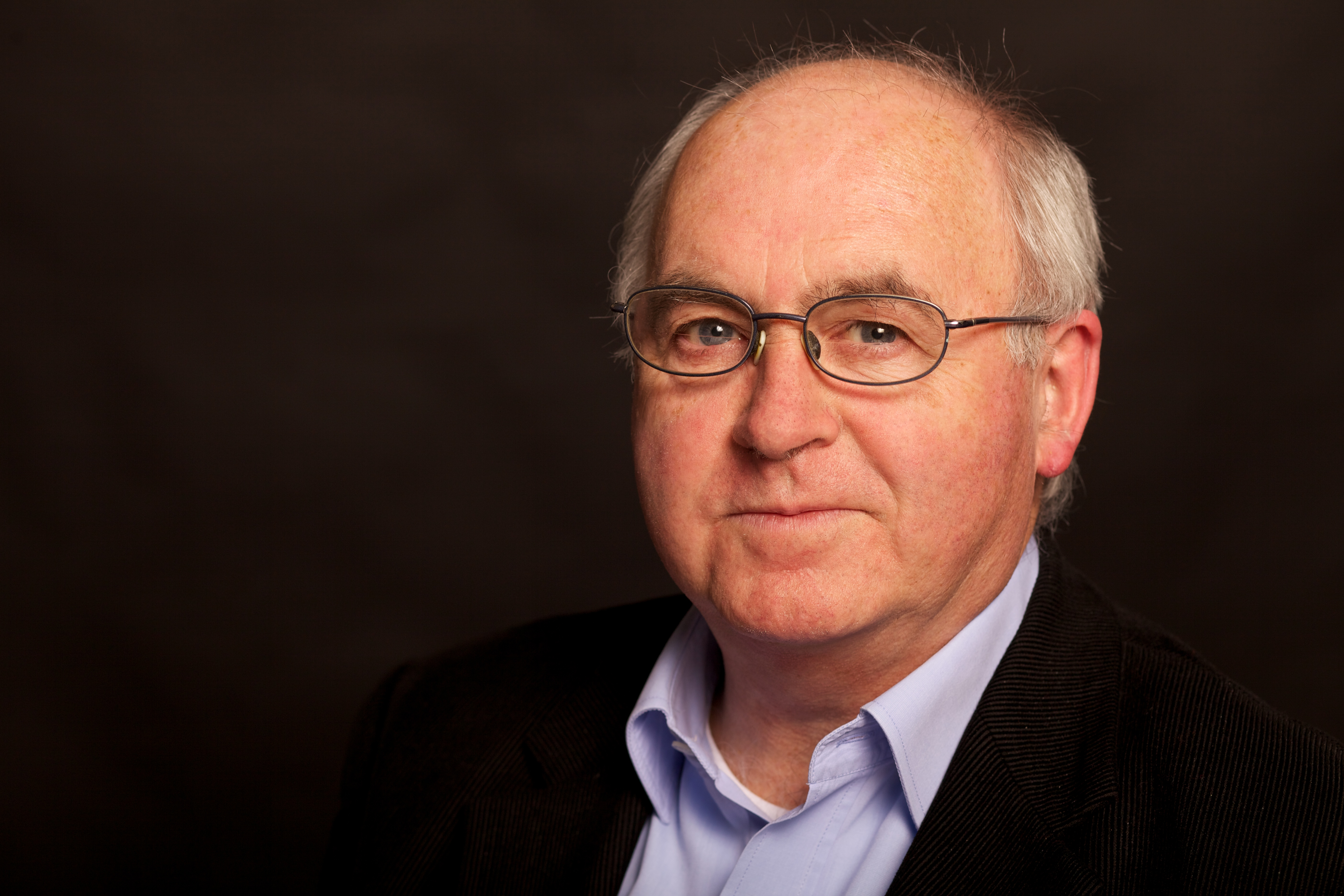
نوتن في عام 2011

## خلفية شخصية
ولد جون نوتن عام 1946 في بالينا، مقاطعة مايو. تلقى تعليمه في الكلية الجامعية ، كورك، وكلية إيمانويل ، كامبريدج، المملكة المتحدة. يعيش ويعمل الآن في كامبريدج.

## الخلفية الفكرية
بدأ نوتن كمهندس كهربائي عمل في نمذجة وتحليل الأنظمة، ثم طور اهتمامًا بالفهم العام للتكنولوجيا و- لاحقًا- بالتأثير الاجتماعي والسياسي والثقافي لتكنولوجيا الإنترنت.

## مهنة أكاديمية

### الجامعة المفتوحة
انضم نوتن إلى الجامعة المفتوحة كمحاضر في النظم في عام 1972. لقد قدم مساهمات (انظر على سبيل المثال ) لفهم وتطبيق تحليل الأنظمة اللينة الذي طوره بيتر تشيكلاند بجامعة لانكستر.
بالإضافة إلى عمله في تحليل الأنظمة، قدم نوتن أيضًا مساهمات كبيرة في الفهم العام للتكنولوجيا، في البداية كمصمم مشارك (مع البروفيسور نايجل كروس) لتجسدين من الدورة التأسيسية للتكنولوجيا بالجامعة (T101 & T102) والتي، على مدار حياتها، عرّف أكثر من 50000 طالب على الأفكار التكنولوجية. في الثمانينيات كان عضوًا رئيسيًا في الفريق الذي أدخل استخدام أجهزة الكمبيوتر الشخصية في نظام التدريس والتعلم بالجامعة. في التسعينيات، مع زملائه مارتن ويلر وجاري ألكساندر، أنشأ نوتون أول دورة دراسية رئيسية عبر الإنترنت في الجامعة (أنت وجهاز الكمبيوتر الخاص بك والشبكة) والتي جذبت 12000 طالب لكل عرض تقديمي في أيامه الأولى وشكلت بداية صعود الجامعة باعتبارها تخصصًا رئيسيًا. مزود التعليم عبر الإنترنت. (لديها الآن ما يقرب من 250.000 طالب عبر الإنترنت.)
في عام 2001، أنشأ برنامج المعرفة ذات الصلة بالجامعة - وهو عبارة عن مجموعة من الدورات القصيرة عبر الإنترنت حول القضايا التكنولوجية الموضوعية وكان مدير البرنامج حتى عام 2009.
تمت ترقية نوتن إلى محاضر أول في عام 1980 وأصبح أستاذًا للتفاهم العام للتكنولوجيا في يوليو 2002.  تقاعد من الجامعة المفتوحة عام 2011 وعين أستاذاً فخرياً.

### الأنشطة الأكاديمية الأخرى
في عام 1991، تم انتخاب نوتون زميلًا في كلية ولفسون، كامبريدج  وفي عام 1996 أصبح مديرًا لبرنامج الزمالة الصحفية بالكلية، والذي يجمع الصحفيين في منتصف حياتهم المهنية من جميع أنحاء العالم إلى كامبريدج لفترة للبحث في مشروع إشرافهم الخاص. ان يذهب في موعد،  استقبل البرنامج أكثر من 310 صحفي من 46 دولة.
في عام 2008، تم تعيينه مستشارًا أكاديميًا لمشروع في مكتبة جامعة كامبريدج. كان هذا مشروعًا برعاية صندوق Arcadia لاستكشاف دور المكتبة الأكاديمية في عصر رقمي. استمر المشروع من عام 2008 إلى عام 2012 ودعم 19 زميل أركاديا والمشاريع المرتبطة بهم.
شغل منصب نائب رئيس كلية ولفسون، كامبريدج من 2011 إلى 2015.

### البحث الحالي
بالتعاون مع البروفيسور السير ريتشارد إيفانز والدكتور ديفيد رونسيمان، يعمل نوتن كمحقق رئيسي في مشروع بحث مدته خمس سنوات حول «المؤامرة والديمقراطية» بتمويل من Leverhulme Trust. وهو أيضًا المدير المشارك (مع البروفيسور ديفيد رونسيمان) لمشروع «التكنولوجيا والديمقراطية» في مركز كامبريدج للمعرفة الرقمية.  نسخة محفوظة 8 ديسمبر 2015 على موقع واي باك مشين. يقع كلا المشروعين في CRASSH (مركز البحوث في الآداب والعلوم الاجتماعية والإنسانية) في جامعة كامبريدج. نوتن هو أيضًا عضو في المجموعة التوجيهية لمبادرة الجامعة للبحوث الإستراتيجية حول البيانات الضخمة.

## مهنة صحفية
في أوائل السبعينيات، كتب نوتن في الأسبوعية السياسية والثقافية The New Statesman ، وكان يغطي بشكل أساسي القضايا العلمية.
بين عامي 1982 و 1987 كان ناقدًا تلفزيونيًا لـ The Listener ، وهي مجلة أسبوعية تنشرها BBC وتوقفت عن الصدور في عام 1991.
في عام 1987، خلف الروائي جوليان بارنز في منصب الناقد التلفزيوني لصحيفة لندن أوبزرفر ، وشغل هذا المنصب حتى منتصف عام 1995. خلال ذلك الوقت، فاز بجائزة «ناقد العام» ثلاث مرات. وهو الآن يكتب عمود "Networker" في Observer . 

## نشاطات أخرى
نوتن هو متحدث رئيسي منتظم،  مدون  ومصور.

## المنشورات الحديثة
أحدث كتب نوتن هو من جوتنبرج إلى زوكربيرج: ما تحتاج حقًا لمعرفته حول الإنترنت  (كويركوس بوكس، 2012).
كتاب سابق، تاريخ موجز للمستقبل: أصول الإنترنت ،  هو سرد لتاريخ الشبكة.

## روابط خارجية
- محاضرة افتتاحية
- فتح الموقع الإلكتروني لقسم الأنظمة الجامعية[وصلة مكسورة]
- يوميات جون نوتن على الإنترنت
- مساهمات Naughton في The Observer